# Robbie Koenig
Robbie Koenig (Durban, 5 juli 1971) is een voormalig Zuid-Afrikaans tennisser die tussen 1992 en 2005 uitkwam in het professionele circuit. Koenig was vooral succesvol in het dubbelspel met vijf ATP-toernooi overwinningen en daarnaast stond hij in nog zes verloren finales.

## Palmares

### Dubbelspel
| Nr.                           | Datum             | Toernooi         | Ondergrond | Partner               | Tegenstanders in finale          | Score            | Details |
| ----------------------------- | ----------------- | ---------------- | ---------- | --------------------- | -------------------------------- | ---------------- | ------- |
| Gewonnen finales heren dubbel |                   |                  |            |                       |                                  |                  |         |
| 1.                            | 28 juli 2002      | ATP Kitzbühel    | Gravel     | Thomas Shimada        | Lucas Arnold Ker Àlex Corretja   | 7–6(3), 6–4      | Details |
| 2.                            | 15 september 2002 | ATP Tasjkent     | Hardcourt  | David Adams           | Raemon Sluiter Martin Verkerk    | 6–2, 7–5         | Details |
| 3.                            | 12 januari 2003   | ATP Auckland     | Hardcourt  | David Adams           | Tomáš Cibulec Leoš Friedl        | 7–6(5), 3–6, 6–3 | Details |
| 4.                            | 24 augustus 2003  | ATP Long Island  | Hardcourt  | Martín Rodríguez      | Martin Damm Cyril Suk            | 6-3, 7-6(4)      | Details |
| 5.                            | 22 augustus 2004  | ATP Washington   | Hardcourt  | Chris Haggard         | Travis Parrott Dmitri Toersoenov | 7–6(3), 6–1      | Details |
| Verloren finales heren dubbel |                   |                  |            |                       |                                  |                  |         |
| 1.                            | 23 mei 1999       | ATP Sankt Pölten | Gravel     | Brent Haygarth        | Andrew Florent Andrej Olchovski  | 7-5, 4-6, 5-7    | Details |
| 2.                            | 13 februari 2000  | ATP Dubai        | Hardcourt  | Peter Tramacchi       | Jiří Novák David Rikl            | 2-6, 5-7         | Details |
| 3.                            | 17 september 2000 | ATP Tasjkent     | Hardcourt  | Marius Barnard        | Justin Gimelstob Scott Humphries | 3-6, 2-6         | Details |
| 4.                            | 23 september 2001 | ATP Shanghai     | Hardcourt  | John-Laffnie de Jager | Byron Black Thomas Shimada       | 2-6, 6-3, 5-7    | Details |
| 5.                            | 3 maart 2002      | ATP San José     | Hardcourt  | John-Laffnie de Jager | Wayne Black Kevin Ullyett        | 3-6, 6-4, [5-10] | Details |
| 6.                            | 27 april 2003     | ATP Barcelona    | Gravel     | Chris Haggard         | Bob Bryan Mike Bryan             | 4–6, 3–6         | Details |

## Resultaten grandslamtoernooien
| Legenda | Legenda                          |
| ------- | -------------------------------- |
| g.t.    | geen toernooi gehouden           |
| l.c.    | lagere categorie                 |
| –       | niet deelgenomen                 |
| G       | uitgeschakeld in de groepsfase   |
| 1R      | uitgeschakeld in de eerste ronde |
| 2R      | uitgeschakeld in de tweede ronde |
| 3R      | uitgeschakeld in de derde ronde  |
| 4R      | uitgeschakeld in de vierde ronde |
| KF      | uitgeschakeld in de kwartfinale  |
| HF      | uitgeschakeld in de halve finale |
| F       | de finale verloren               |
| W       | het toernooi gewonnen            |
| w-v     | winst/verlies-balans             |

### Mannendubbelspel
| Toernooi        | 1997 | 1998 | 1999 | 2000 | 2001 | 2002 | 2003 | 2004 | 2005 |
| --------------- | ---- | ---- | ---- | ---- | ---- | ---- | ---- | ---- | ---- |
| Australian Open | –    | 3R   | –    | 2R   | 1R   | 1R   | 2R   | 3R   | 2R   |
| Roland Garros   | –    | 2R   | 1R   | –    | 2R   | 1R   | 2R   | 2R   | 2R   |
| Wimbledon       | 1R   | 3R   | 3R   | 2R   | 1R   | 2R   | 1R   | 1R   | 1R   |
| US Open         | KF   | HF   | 1R   | 3R   | KF   | 3R   | 2R   | KF   | 3R   |